# 志布志線
志布志線（しぶしせん）は、かつて宮崎県都城市の西都城駅から鹿児島県曽於郡志布志町（現・志布志市）の志布志駅までを結んでいた、日本国有鉄道（国鉄）の鉄道路線（地方交通線）である。国鉄再建法の施行により第2次特定地方交通線に指定され、1987年3月28日に全線廃止となった。

## 路線データ（廃止時）
- 管轄（事業種別）：日本国有鉄道
- 区間（営業キロ）：西都城 - 志布志 38.6km[1]
- 軌間：1067mm
- 駅数：10（起終点駅含む）
- 複線区間：なし（全線単線）
- 電化区間：なし（全線非電化）
- 閉塞方式：タブレット閉塞式
- 輸送密度 : 1617人（1981年度） [2]
- 営業係数 : 847（1981年度）

## 運行形態（廃止時）
廃止時は10往復の列車が設定され、普通列車のほか朝の上りと夜の下りに各1本ずつ日豊本線と当線を経由して西鹿児島（現在の鹿児島中央） - 日南線油津間を直通する快速列車「大隅」が設定されていた。全列車が西都城 - 志布志間を通しで運転しており区間運転は無かったが、西都城側では西鹿児島に直通する快速列車1往復を除く全列車が都城まで、志布志側でも普通列車下り4本・上り3本が宮崎まで、快速列車は上下とも油津まで日南線へ直通運転を行っていた（日南線内は普通）。

## 廃止時の使用車両
- キハ47
- キハ58

## 歴史
都城から太平洋岸の志布志に向かい、軽便鉄道法により建設された鉄道で、1923年から1925年にかけて志布志までが開業した。1932年には、国都東・西線が連絡し、現在の日豊本線ルートが完成したのにともない、都城 - 西都城間が日豊本線に編入されている。
現在は日南線となっている北郷 - 志布志間についても当初は志布志線として開業した区間で、1963年の日南線南宮崎 - 北郷間開業にともない、同線に編入された。こちらは大隅線とともに、改正鉄道敷設法別表第126号に規定する予定線である。

### 年表
*は後の日南線の区間
- 1919年（大正8年）4月1日 - 宮崎建設事務所の所轄で実測を開始[3]。
- 1920年（大正9年）12月 - 最初の区間の工事に着手[4]。
- 1923年（大正12年）1月14日 都城 - 末吉間 (10.8km) を志布志線として開業[1][4]。西都城駅・今町駅・末吉駅を新設。
- 1924年（大正13年）3月25日 末吉 - 大隅松山間 (13.3km) を延伸開業[1][4]。岩川駅・大隅松山駅を新設。
- 1925年（大正14年）3月30日 大隅松山 - 志布志間 (17.0km) を延伸開業[1][4]。縄瀬駅・安楽駅・志布志駅を新設。
- 1932年（昭和7年）12月6日 都城 - 西都城間 (2.5km) を日豊本線に編入。
- 1934年（昭和9年）4月1日 岩北駅を新設。
- 1935年（昭和10年）4月15日 志布志 - 榎原間 (28.5km) を延伸開業*、大隅夏井駅*・福島今町駅*・福島仲町駅*・日向北方駅*・日向大束駅*・榎原駅*を新設。
- 1936年（昭和11年）3月1日 榎原 - 大堂津間 (10.2km) を延伸開業*。南郷駅*・大堂津駅*を新設。
- 1937年（昭和12年）4月19日 大堂津 - 油津間 (4.3km) を延伸開業*。油津駅*を新設。
- 1941年（昭和16年）10月28日 油津 - 北郷間 (13.5km) を延伸開業*し全通。油津 - 元油津間の貨物支線（1.0km。実態は油津線起点付近の改軌新線）*開業。吾田駅*・飫肥駅*・内之田駅*・北郷駅*、（貨）元油津駅*を新設。
- 1949年（昭和24年）
  - 1月15日 谷之口駅*を新設。
  - 9月15日 福島高松仮乗降場*を新設。
- 1950年（昭和25年）1月10日 福島高松仮乗降場*を駅に改める。
- 1952年（昭和27年）1月1日 吾田駅*を日南駅に改称。
- 1955年（昭和30年）2月1日 気動車列車の運行開始[5][6]。
- 1959年（昭和34年）10月1日 縄瀬駅を伊崎田駅に、福島仲町駅を串間駅*に改称。
- 1960年（昭和35年）
  - 7月25日 油津 - 元油津間の貨物支線* (1.0km) を廃止。
  - 8月1日 中安楽駅を新設。
  - 12月1日 - 準急行列車「大隅」、志布志 - 西鹿児島（2004年以降の鹿児島中央）間で運行開始[6]。
- 1963年（昭和38年）5月8日 志布志 - 北郷間 (56.5km) を日南線に編入し、西都城 - 志布志間(38.6km)が志布志線となる。
- 1966年（昭和41年）3月15日 - 準急行列車「大隅」が急行列車へ昇格[6]。
- 1975年（昭和50年）1月20日 無煙化により蒸気機関車が廃止される[7]。
- 1983年（昭和58年）4月1日 全線 (38.6km) の貨物営業を廃止。
- 1984年（昭和59年）6月22日 運輸大臣が第2次特定地方交通線として廃止承認[8]。
- 1987年（昭和62年）
  - 2月6日 志布志線特定地方交通線対策協議会の第6回会合にて廃止、バス転換を決定[8]。
  - 3月28日 全線 (38.6km) を廃止[1]。鹿児島交通にバス転換[1]（のちに三州自動車。さらに2018年4月1日、三州自動車の解散・鹿児島交通への事業譲渡により、再度鹿児島交通のバス運行となる。）

## 駅一覧
接続路線の事業者名・駅の所在地は、志布志線廃止時点のもの。全普通列車が直通していた都城駅から記載する。営業キロは西都城駅からのもの。
- 路線名…日豊：日豊本線
- 停車駅
  - 快速「大隅」…●は停車、｜は通過
  - 普通列車は全駅に停車。

| 路線名     | 駅名     | 駅間 キロ | 営業 キロ | 快速                                              | 接続路線               | 所在地                         | 所在地       |
| ---------- | -------- | --------- | --------- | ------------------------------------------------- | ---------------------- | ------------------------------ | ------------ |
| 日豊       | 都城駅   | -         | 2.5       |                                                   | 日本国有鉄道：吉都線   | 宮崎県都城市                   | 宮崎県都城市 |
| 日豊       | 西都城駅 | 2.5       | 0.0       | ●                                                 | 日本国有鉄道：日豊本線 | 宮崎県都城市                   | 宮崎県都城市 |
| 志布志線   | 西都城駅 | 2.5       | 0.0       | ●                                                 | 日本国有鉄道：日豊本線 | 宮崎県都城市                   | 宮崎県都城市 |
| 今町駅     | 4.3      | 4.3       | ｜        |                                                   |                        | 宮崎県都城市                   | 宮崎県都城市 |
| 末吉駅     | 4.0      | 8.3       | ●         |                                                   | 鹿児島県               | 曽於郡末吉町（現・曽於市）     |              |
| 岩北駅     | 6.1      | 14.4      | ｜        |                                                   | 鹿児島県               | 曽於郡末吉町（現・曽於市）     |              |
| 岩川駅     | 2.8      | 17.2      | ●         |                                                   | 鹿児島県               | 曽於郡大隅町（現・曽於市）     |              |
| 大隅松山駅 | 4.4      | 21.6      | ●         |                                                   | 鹿児島県               | 曽於郡松山町（現・志布志市）   |              |
| 伊崎田駅   | 4.8      | 26.4      | ●         |                                                   | 鹿児島県               | 曽於郡有明町（現・志布志市）   |              |
| 安楽駅     | 7.1      | 33.5      | ●         |                                                   | 鹿児島県               | 曽於郡志布志町（現・志布志市） |              |
| 中安楽駅   | 2.0      | 35.5      | ｜        |                                                   | 鹿児島県               | 曽於郡志布志町（現・志布志市） |              |
| 志布志駅   | 3.1      | 38.6      | ●         | 日本国有鉄道：日南線・大隅線（1987年3月14日廃止） | 鹿児島県               | 曽於郡志布志町（現・志布志市） |              |

## 代替バス
鹿児島交通都城－志布志線が代替バスとして運行されている。
全線通しの系統（宮崎県側の資料では「志布志 - 都城線」）については国や県からの赤字補填がある「地域間幹線バス路線」に位置付けられていたが、2024年度（バス事業年度、2023年10月 - 2024年9月）の1日当たり平均輸送量が11.2人となり、国庫補助が出る最低条件である「15人以上」を下回り国庫補助がなくなることから、2025年10月より沿線3市（都城市、曽於市、志布志市）が運行する広域的コミュニティバス路線へ変更することが予定されている。
1987年3月28日当初のダイヤ
- 都城 - 志布志（岩川、八合原経由）
- 都城 - 志布志（岩川、元松山駅前経由）
- 岩川 - 志布志（元松山駅前経由）

以上3系統が上下あわせて1日34本運行されていた。

2020年5月現在のダイヤ
- 都城駅 - 志布志駅前（全線通し）　上り3本、下り4本
- 末吉駅跡 - 志布志駅前　上下1往復
- 末吉駅跡 - 岩川　上下1往復

この他、都城駅 - 岩川間に鹿屋発着が6往復、岩川 - 志布志駅前間に鹿児島空港発着が4往復乗り入れている。

## 廃線後の状況
廃止後、西都城駅付近の公園から岩北駅付近までの区間が自転車・歩行者用道路として整備されており、西都城駅 - 県境付近までの区間（約6km）には「志布志線ウェルネスロード」、県境から岩北駅付近までの区間には「マインドロード末吉」の名称が付けられている。